# Elaan
Elaan (tłumaczenie: "Zapowiedź", hindi: एलान, urdu: ایلان) – bollywoodzki thriller wyreżyserowany w 2005 roku przez Vikram Bhatta, nominowanego do nagrody Filmfare za Raaz. W rolach głównych Arjun Rampal, John Abraham, Rahul Khanna, Amisha Patel, Lara Dutta i Mithun Chakraborty. Akcja filmu rozgrywa się w Bombaju, Szwajcarii (w kantonie Berno) i Wenecji. Film opowiada o misji pięciu osób, o wyzwaniu jakie rzucili oni wzbudzającemu strach gangsterowi zapowiadając mu, że ściągną go z zagranicy do Indii i postawią przed sądem za wymuszanie pieniędzy, porwania i morderstwa. Tematem filmu jest krzywda i pragnienie zemsty, poczucie winy za śmierć ojca, a także przyjaźń i miłość rodzące się w sytuacji zagrożenia życia.

## Fabuła
Baba Sikandar (Mithun Chakraborty) jest najbardziej poszukiwanym gangsterem Indii. Bezpiecznie i przyjemnie żyjąc w Szwajcarii budzi strach w dalekich Indiach. Jego dobrobyt jest zbudowany na krwi i strachu. Źródłem jego dochodów są wymuszenia, porwania ludzi, morderstwa. Teraz upatrzył sobie na ofiarę szantażu niezwykle bogatego przemysłowca Kantilala Shaha. W obliczu grożącego mu niebezpieczeństwa Kantilal wzywa z USA swojego adoptowanego syna Karana (Rahul Khanna). Wbrew protestom córki Anjali Karan doradza mu, aby nie ugiął się przed szantażem i nie dał się zastraszyć gangsterowi. Sikandarowi, który buduje swoje imperium na strachu, nie pozostaje nic innego jak spełnić groźbę śmierci obiecanej w przypadku niespełnienia jego żądań. Kantilal umiera. Zrozpaczony Karan czuje się winny śmierci ojca. Rozżalona siostra nie pozwala mu na dopełnienie powinności synowskiej – podpalenie stosu pogrzebowego z ciałem ojca. Uważa, że przyczyniając się do śmierci ojca, stracił prawo do tego. Karan zaczyna żyć jedną myślą. Chce zemsty na Sikandarze. Pragnie wyrwać go z jego szwajcarskiej kryjówki i przywiózłszy do Indii postawić przed sądem za jego zbrodnie. O pomoc prosi Arjuna (Arjun Rampal), byłego policjanta samotnie wychowującego 8-letnią córeczkę. Ten doradza wciągnięcie do akcji gangstera Abhimanyu (John Abraham), który ma porachunki z Sikandarem. Najpierw jednak trzeba go wydostać z więzienia.

## Obsada
- Mithun Chakraborty – Baba Sikandar
- Rahul Khanna – Karan Shah
- Arjun Rampal – Arjun
- John Abraham – Abhimanyu
- Amisha Patel – Priya
- Lara Dutta – Sonia
- Chunky Pandey – Salim
- Mohnish Behl – Vijay Sharma

.* Milind Gunaji – Aftab Sikander

## Muzyka i piosenki
Twórcą muzyki jest Anu Malik, autor muzyki do takich filmów jak Baazigar, Akele Hum Akele Tum, Jestem przy tobie, Aśoka Wielki, Fiza, Ishq Vishk, Fida, No Entry, Humko Deewana Kar Gaye, Zakochać się jeszcze raz, Umrao Jaan.
1. Bechain Mera Dil
2. Dil Mein Hulchul
3. Anderlu Menderlu
4. Meri Zindagi Mein
5. Dua Karna